# بيكساروتين
بيكساروتين (بالإنجليزية: Bexarotene)‏ هو دواء يُستعمل في علاج:
- لمفوما جلدية تائية الخلايا[8]
- فطار فطراني[9]